# Peó passat
|   | a | b | c | d | e | f | g | h |   |
| 8 | h6 negres peó · b5 blanques peó · e5 blanques peó · f5 negres peó · h5 blanques peó · c4 blanques peó · d4 negres peó · f4 blanques peó · g4 blanques peó | h6 negres peó · b5 blanques peó · e5 blanques peó · f5 negres peó · h5 blanques peó · c4 blanques peó · d4 negres peó · f4 blanques peó · g4 blanques peó | h6 negres peó · b5 blanques peó · e5 blanques peó · f5 negres peó · h5 blanques peó · c4 blanques peó · d4 negres peó · f4 blanques peó · g4 blanques peó | h6 negres peó · b5 blanques peó · e5 blanques peó · f5 negres peó · h5 blanques peó · c4 blanques peó · d4 negres peó · f4 blanques peó · g4 blanques peó | h6 negres peó · b5 blanques peó · e5 blanques peó · f5 negres peó · h5 blanques peó · c4 blanques peó · d4 negres peó · f4 blanques peó · g4 blanques peó | h6 negres peó · b5 blanques peó · e5 blanques peó · f5 negres peó · h5 blanques peó · c4 blanques peó · d4 negres peó · f4 blanques peó · g4 blanques peó | h6 negres peó · b5 blanques peó · e5 blanques peó · f5 negres peó · h5 blanques peó · c4 blanques peó · d4 negres peó · f4 blanques peó · g4 blanques peó | h6 negres peó · b5 blanques peó · e5 blanques peó · f5 negres peó · h5 blanques peó · c4 blanques peó · d4 negres peó · f4 blanques peó · g4 blanques peó | 8 |
| 7 | h6 negres peó · b5 blanques peó · e5 blanques peó · f5 negres peó · h5 blanques peó · c4 blanques peó · d4 negres peó · f4 blanques peó · g4 blanques peó | h6 negres peó · b5 blanques peó · e5 blanques peó · f5 negres peó · h5 blanques peó · c4 blanques peó · d4 negres peó · f4 blanques peó · g4 blanques peó | h6 negres peó · b5 blanques peó · e5 blanques peó · f5 negres peó · h5 blanques peó · c4 blanques peó · d4 negres peó · f4 blanques peó · g4 blanques peó | h6 negres peó · b5 blanques peó · e5 blanques peó · f5 negres peó · h5 blanques peó · c4 blanques peó · d4 negres peó · f4 blanques peó · g4 blanques peó | h6 negres peó · b5 blanques peó · e5 blanques peó · f5 negres peó · h5 blanques peó · c4 blanques peó · d4 negres peó · f4 blanques peó · g4 blanques peó | h6 negres peó · b5 blanques peó · e5 blanques peó · f5 negres peó · h5 blanques peó · c4 blanques peó · d4 negres peó · f4 blanques peó · g4 blanques peó | h6 negres peó · b5 blanques peó · e5 blanques peó · f5 negres peó · h5 blanques peó · c4 blanques peó · d4 negres peó · f4 blanques peó · g4 blanques peó | h6 negres peó · b5 blanques peó · e5 blanques peó · f5 negres peó · h5 blanques peó · c4 blanques peó · d4 negres peó · f4 blanques peó · g4 blanques peó | 7 |
| 6 | h6 negres peó · b5 blanques peó · e5 blanques peó · f5 negres peó · h5 blanques peó · c4 blanques peó · d4 negres peó · f4 blanques peó · g4 blanques peó | h6 negres peó · b5 blanques peó · e5 blanques peó · f5 negres peó · h5 blanques peó · c4 blanques peó · d4 negres peó · f4 blanques peó · g4 blanques peó | h6 negres peó · b5 blanques peó · e5 blanques peó · f5 negres peó · h5 blanques peó · c4 blanques peó · d4 negres peó · f4 blanques peó · g4 blanques peó | h6 negres peó · b5 blanques peó · e5 blanques peó · f5 negres peó · h5 blanques peó · c4 blanques peó · d4 negres peó · f4 blanques peó · g4 blanques peó | h6 negres peó · b5 blanques peó · e5 blanques peó · f5 negres peó · h5 blanques peó · c4 blanques peó · d4 negres peó · f4 blanques peó · g4 blanques peó | h6 negres peó · b5 blanques peó · e5 blanques peó · f5 negres peó · h5 blanques peó · c4 blanques peó · d4 negres peó · f4 blanques peó · g4 blanques peó | h6 negres peó · b5 blanques peó · e5 blanques peó · f5 negres peó · h5 blanques peó · c4 blanques peó · d4 negres peó · f4 blanques peó · g4 blanques peó | h6 negres peó · b5 blanques peó · e5 blanques peó · f5 negres peó · h5 blanques peó · c4 blanques peó · d4 negres peó · f4 blanques peó · g4 blanques peó | 6 |
| 5 | h6 negres peó · b5 blanques peó · e5 blanques peó · f5 negres peó · h5 blanques peó · c4 blanques peó · d4 negres peó · f4 blanques peó · g4 blanques peó | h6 negres peó · b5 blanques peó · e5 blanques peó · f5 negres peó · h5 blanques peó · c4 blanques peó · d4 negres peó · f4 blanques peó · g4 blanques peó | h6 negres peó · b5 blanques peó · e5 blanques peó · f5 negres peó · h5 blanques peó · c4 blanques peó · d4 negres peó · f4 blanques peó · g4 blanques peó | h6 negres peó · b5 blanques peó · e5 blanques peó · f5 negres peó · h5 blanques peó · c4 blanques peó · d4 negres peó · f4 blanques peó · g4 blanques peó | h6 negres peó · b5 blanques peó · e5 blanques peó · f5 negres peó · h5 blanques peó · c4 blanques peó · d4 negres peó · f4 blanques peó · g4 blanques peó | h6 negres peó · b5 blanques peó · e5 blanques peó · f5 negres peó · h5 blanques peó · c4 blanques peó · d4 negres peó · f4 blanques peó · g4 blanques peó | h6 negres peó · b5 blanques peó · e5 blanques peó · f5 negres peó · h5 blanques peó · c4 blanques peó · d4 negres peó · f4 blanques peó · g4 blanques peó | h6 negres peó · b5 blanques peó · e5 blanques peó · f5 negres peó · h5 blanques peó · c4 blanques peó · d4 negres peó · f4 blanques peó · g4 blanques peó | 5 |
| 4 | h6 negres peó · b5 blanques peó · e5 blanques peó · f5 negres peó · h5 blanques peó · c4 blanques peó · d4 negres peó · f4 blanques peó · g4 blanques peó | h6 negres peó · b5 blanques peó · e5 blanques peó · f5 negres peó · h5 blanques peó · c4 blanques peó · d4 negres peó · f4 blanques peó · g4 blanques peó | h6 negres peó · b5 blanques peó · e5 blanques peó · f5 negres peó · h5 blanques peó · c4 blanques peó · d4 negres peó · f4 blanques peó · g4 blanques peó | h6 negres peó · b5 blanques peó · e5 blanques peó · f5 negres peó · h5 blanques peó · c4 blanques peó · d4 negres peó · f4 blanques peó · g4 blanques peó | h6 negres peó · b5 blanques peó · e5 blanques peó · f5 negres peó · h5 blanques peó · c4 blanques peó · d4 negres peó · f4 blanques peó · g4 blanques peó | h6 negres peó · b5 blanques peó · e5 blanques peó · f5 negres peó · h5 blanques peó · c4 blanques peó · d4 negres peó · f4 blanques peó · g4 blanques peó | h6 negres peó · b5 blanques peó · e5 blanques peó · f5 negres peó · h5 blanques peó · c4 blanques peó · d4 negres peó · f4 blanques peó · g4 blanques peó | h6 negres peó · b5 blanques peó · e5 blanques peó · f5 negres peó · h5 blanques peó · c4 blanques peó · d4 negres peó · f4 blanques peó · g4 blanques peó | 4 |
| 3 | h6 negres peó · b5 blanques peó · e5 blanques peó · f5 negres peó · h5 blanques peó · c4 blanques peó · d4 negres peó · f4 blanques peó · g4 blanques peó | h6 negres peó · b5 blanques peó · e5 blanques peó · f5 negres peó · h5 blanques peó · c4 blanques peó · d4 negres peó · f4 blanques peó · g4 blanques peó | h6 negres peó · b5 blanques peó · e5 blanques peó · f5 negres peó · h5 blanques peó · c4 blanques peó · d4 negres peó · f4 blanques peó · g4 blanques peó | h6 negres peó · b5 blanques peó · e5 blanques peó · f5 negres peó · h5 blanques peó · c4 blanques peó · d4 negres peó · f4 blanques peó · g4 blanques peó | h6 negres peó · b5 blanques peó · e5 blanques peó · f5 negres peó · h5 blanques peó · c4 blanques peó · d4 negres peó · f4 blanques peó · g4 blanques peó | h6 negres peó · b5 blanques peó · e5 blanques peó · f5 negres peó · h5 blanques peó · c4 blanques peó · d4 negres peó · f4 blanques peó · g4 blanques peó | h6 negres peó · b5 blanques peó · e5 blanques peó · f5 negres peó · h5 blanques peó · c4 blanques peó · d4 negres peó · f4 blanques peó · g4 blanques peó | h6 negres peó · b5 blanques peó · e5 blanques peó · f5 negres peó · h5 blanques peó · c4 blanques peó · d4 negres peó · f4 blanques peó · g4 blanques peó | 3 |
| 2 | h6 negres peó · b5 blanques peó · e5 blanques peó · f5 negres peó · h5 blanques peó · c4 blanques peó · d4 negres peó · f4 blanques peó · g4 blanques peó | h6 negres peó · b5 blanques peó · e5 blanques peó · f5 negres peó · h5 blanques peó · c4 blanques peó · d4 negres peó · f4 blanques peó · g4 blanques peó | h6 negres peó · b5 blanques peó · e5 blanques peó · f5 negres peó · h5 blanques peó · c4 blanques peó · d4 negres peó · f4 blanques peó · g4 blanques peó | h6 negres peó · b5 blanques peó · e5 blanques peó · f5 negres peó · h5 blanques peó · c4 blanques peó · d4 negres peó · f4 blanques peó · g4 blanques peó | h6 negres peó · b5 blanques peó · e5 blanques peó · f5 negres peó · h5 blanques peó · c4 blanques peó · d4 negres peó · f4 blanques peó · g4 blanques peó | h6 negres peó · b5 blanques peó · e5 blanques peó · f5 negres peó · h5 blanques peó · c4 blanques peó · d4 negres peó · f4 blanques peó · g4 blanques peó | h6 negres peó · b5 blanques peó · e5 blanques peó · f5 negres peó · h5 blanques peó · c4 blanques peó · d4 negres peó · f4 blanques peó · g4 blanques peó | h6 negres peó · b5 blanques peó · e5 blanques peó · f5 negres peó · h5 blanques peó · c4 blanques peó · d4 negres peó · f4 blanques peó · g4 blanques peó | 2 |
| 1 | h6 negres peó · b5 blanques peó · e5 blanques peó · f5 negres peó · h5 blanques peó · c4 blanques peó · d4 negres peó · f4 blanques peó · g4 blanques peó | h6 negres peó · b5 blanques peó · e5 blanques peó · f5 negres peó · h5 blanques peó · c4 blanques peó · d4 negres peó · f4 blanques peó · g4 blanques peó | h6 negres peó · b5 blanques peó · e5 blanques peó · f5 negres peó · h5 blanques peó · c4 blanques peó · d4 negres peó · f4 blanques peó · g4 blanques peó | h6 negres peó · b5 blanques peó · e5 blanques peó · f5 negres peó · h5 blanques peó · c4 blanques peó · d4 negres peó · f4 blanques peó · g4 blanques peó | h6 negres peó · b5 blanques peó · e5 blanques peó · f5 negres peó · h5 blanques peó · c4 blanques peó · d4 negres peó · f4 blanques peó · g4 blanques peó | h6 negres peó · b5 blanques peó · e5 blanques peó · f5 negres peó · h5 blanques peó · c4 blanques peó · d4 negres peó · f4 blanques peó · g4 blanques peó | h6 negres peó · b5 blanques peó · e5 blanques peó · f5 negres peó · h5 blanques peó · c4 blanques peó · d4 negres peó · f4 blanques peó · g4 blanques peó | h6 negres peó · b5 blanques peó · e5 blanques peó · f5 negres peó · h5 blanques peó · c4 blanques peó · d4 negres peó · f4 blanques peó · g4 blanques peó | 1 |
|   | a | b | c | d | e | f | g | h |   |

|   | a | b | c | d | e | f | g | h |   |
| 8 | a8 negres rei · a7 negres alfil · c7 blanques peó · a6 blanques rei · b6 blanques peó · g5 negres dama · e1 negres cavall | a8 negres rei · a7 negres alfil · c7 blanques peó · a6 blanques rei · b6 blanques peó · g5 negres dama · e1 negres cavall | a8 negres rei · a7 negres alfil · c7 blanques peó · a6 blanques rei · b6 blanques peó · g5 negres dama · e1 negres cavall | a8 negres rei · a7 negres alfil · c7 blanques peó · a6 blanques rei · b6 blanques peó · g5 negres dama · e1 negres cavall | a8 negres rei · a7 negres alfil · c7 blanques peó · a6 blanques rei · b6 blanques peó · g5 negres dama · e1 negres cavall | a8 negres rei · a7 negres alfil · c7 blanques peó · a6 blanques rei · b6 blanques peó · g5 negres dama · e1 negres cavall | a8 negres rei · a7 negres alfil · c7 blanques peó · a6 blanques rei · b6 blanques peó · g5 negres dama · e1 negres cavall | a8 negres rei · a7 negres alfil · c7 blanques peó · a6 blanques rei · b6 blanques peó · g5 negres dama · e1 negres cavall | 8 |
| 7 | a8 negres rei · a7 negres alfil · c7 blanques peó · a6 blanques rei · b6 blanques peó · g5 negres dama · e1 negres cavall | a8 negres rei · a7 negres alfil · c7 blanques peó · a6 blanques rei · b6 blanques peó · g5 negres dama · e1 negres cavall | a8 negres rei · a7 negres alfil · c7 blanques peó · a6 blanques rei · b6 blanques peó · g5 negres dama · e1 negres cavall | a8 negres rei · a7 negres alfil · c7 blanques peó · a6 blanques rei · b6 blanques peó · g5 negres dama · e1 negres cavall | a8 negres rei · a7 negres alfil · c7 blanques peó · a6 blanques rei · b6 blanques peó · g5 negres dama · e1 negres cavall | a8 negres rei · a7 negres alfil · c7 blanques peó · a6 blanques rei · b6 blanques peó · g5 negres dama · e1 negres cavall | a8 negres rei · a7 negres alfil · c7 blanques peó · a6 blanques rei · b6 blanques peó · g5 negres dama · e1 negres cavall | a8 negres rei · a7 negres alfil · c7 blanques peó · a6 blanques rei · b6 blanques peó · g5 negres dama · e1 negres cavall | 7 |
| 6 | a8 negres rei · a7 negres alfil · c7 blanques peó · a6 blanques rei · b6 blanques peó · g5 negres dama · e1 negres cavall | a8 negres rei · a7 negres alfil · c7 blanques peó · a6 blanques rei · b6 blanques peó · g5 negres dama · e1 negres cavall | a8 negres rei · a7 negres alfil · c7 blanques peó · a6 blanques rei · b6 blanques peó · g5 negres dama · e1 negres cavall | a8 negres rei · a7 negres alfil · c7 blanques peó · a6 blanques rei · b6 blanques peó · g5 negres dama · e1 negres cavall | a8 negres rei · a7 negres alfil · c7 blanques peó · a6 blanques rei · b6 blanques peó · g5 negres dama · e1 negres cavall | a8 negres rei · a7 negres alfil · c7 blanques peó · a6 blanques rei · b6 blanques peó · g5 negres dama · e1 negres cavall | a8 negres rei · a7 negres alfil · c7 blanques peó · a6 blanques rei · b6 blanques peó · g5 negres dama · e1 negres cavall | a8 negres rei · a7 negres alfil · c7 blanques peó · a6 blanques rei · b6 blanques peó · g5 negres dama · e1 negres cavall | 6 |
| 5 | a8 negres rei · a7 negres alfil · c7 blanques peó · a6 blanques rei · b6 blanques peó · g5 negres dama · e1 negres cavall | a8 negres rei · a7 negres alfil · c7 blanques peó · a6 blanques rei · b6 blanques peó · g5 negres dama · e1 negres cavall | a8 negres rei · a7 negres alfil · c7 blanques peó · a6 blanques rei · b6 blanques peó · g5 negres dama · e1 negres cavall | a8 negres rei · a7 negres alfil · c7 blanques peó · a6 blanques rei · b6 blanques peó · g5 negres dama · e1 negres cavall | a8 negres rei · a7 negres alfil · c7 blanques peó · a6 blanques rei · b6 blanques peó · g5 negres dama · e1 negres cavall | a8 negres rei · a7 negres alfil · c7 blanques peó · a6 blanques rei · b6 blanques peó · g5 negres dama · e1 negres cavall | a8 negres rei · a7 negres alfil · c7 blanques peó · a6 blanques rei · b6 blanques peó · g5 negres dama · e1 negres cavall | a8 negres rei · a7 negres alfil · c7 blanques peó · a6 blanques rei · b6 blanques peó · g5 negres dama · e1 negres cavall | 5 |
| 4 | a8 negres rei · a7 negres alfil · c7 blanques peó · a6 blanques rei · b6 blanques peó · g5 negres dama · e1 negres cavall | a8 negres rei · a7 negres alfil · c7 blanques peó · a6 blanques rei · b6 blanques peó · g5 negres dama · e1 negres cavall | a8 negres rei · a7 negres alfil · c7 blanques peó · a6 blanques rei · b6 blanques peó · g5 negres dama · e1 negres cavall | a8 negres rei · a7 negres alfil · c7 blanques peó · a6 blanques rei · b6 blanques peó · g5 negres dama · e1 negres cavall | a8 negres rei · a7 negres alfil · c7 blanques peó · a6 blanques rei · b6 blanques peó · g5 negres dama · e1 negres cavall | a8 negres rei · a7 negres alfil · c7 blanques peó · a6 blanques rei · b6 blanques peó · g5 negres dama · e1 negres cavall | a8 negres rei · a7 negres alfil · c7 blanques peó · a6 blanques rei · b6 blanques peó · g5 negres dama · e1 negres cavall | a8 negres rei · a7 negres alfil · c7 blanques peó · a6 blanques rei · b6 blanques peó · g5 negres dama · e1 negres cavall | 4 |
| 3 | a8 negres rei · a7 negres alfil · c7 blanques peó · a6 blanques rei · b6 blanques peó · g5 negres dama · e1 negres cavall | a8 negres rei · a7 negres alfil · c7 blanques peó · a6 blanques rei · b6 blanques peó · g5 negres dama · e1 negres cavall | a8 negres rei · a7 negres alfil · c7 blanques peó · a6 blanques rei · b6 blanques peó · g5 negres dama · e1 negres cavall | a8 negres rei · a7 negres alfil · c7 blanques peó · a6 blanques rei · b6 blanques peó · g5 negres dama · e1 negres cavall | a8 negres rei · a7 negres alfil · c7 blanques peó · a6 blanques rei · b6 blanques peó · g5 negres dama · e1 negres cavall | a8 negres rei · a7 negres alfil · c7 blanques peó · a6 blanques rei · b6 blanques peó · g5 negres dama · e1 negres cavall | a8 negres rei · a7 negres alfil · c7 blanques peó · a6 blanques rei · b6 blanques peó · g5 negres dama · e1 negres cavall | a8 negres rei · a7 negres alfil · c7 blanques peó · a6 blanques rei · b6 blanques peó · g5 negres dama · e1 negres cavall | 3 |
| 2 | a8 negres rei · a7 negres alfil · c7 blanques peó · a6 blanques rei · b6 blanques peó · g5 negres dama · e1 negres cavall | a8 negres rei · a7 negres alfil · c7 blanques peó · a6 blanques rei · b6 blanques peó · g5 negres dama · e1 negres cavall | a8 negres rei · a7 negres alfil · c7 blanques peó · a6 blanques rei · b6 blanques peó · g5 negres dama · e1 negres cavall | a8 negres rei · a7 negres alfil · c7 blanques peó · a6 blanques rei · b6 blanques peó · g5 negres dama · e1 negres cavall | a8 negres rei · a7 negres alfil · c7 blanques peó · a6 blanques rei · b6 blanques peó · g5 negres dama · e1 negres cavall | a8 negres rei · a7 negres alfil · c7 blanques peó · a6 blanques rei · b6 blanques peó · g5 negres dama · e1 negres cavall | a8 negres rei · a7 negres alfil · c7 blanques peó · a6 blanques rei · b6 blanques peó · g5 negres dama · e1 negres cavall | a8 negres rei · a7 negres alfil · c7 blanques peó · a6 blanques rei · b6 blanques peó · g5 negres dama · e1 negres cavall | 2 |
| 1 | a8 negres rei · a7 negres alfil · c7 blanques peó · a6 blanques rei · b6 blanques peó · g5 negres dama · e1 negres cavall | a8 negres rei · a7 negres alfil · c7 blanques peó · a6 blanques rei · b6 blanques peó · g5 negres dama · e1 negres cavall | a8 negres rei · a7 negres alfil · c7 blanques peó · a6 blanques rei · b6 blanques peó · g5 negres dama · e1 negres cavall | a8 negres rei · a7 negres alfil · c7 blanques peó · a6 blanques rei · b6 blanques peó · g5 negres dama · e1 negres cavall | a8 negres rei · a7 negres alfil · c7 blanques peó · a6 blanques rei · b6 blanques peó · g5 negres dama · e1 negres cavall | a8 negres rei · a7 negres alfil · c7 blanques peó · a6 blanques rei · b6 blanques peó · g5 negres dama · e1 negres cavall | a8 negres rei · a7 negres alfil · c7 blanques peó · a6 blanques rei · b6 blanques peó · g5 negres dama · e1 negres cavall | a8 negres rei · a7 negres alfil · c7 blanques peó · a6 blanques rei · b6 blanques peó · g5 negres dama · e1 negres cavall | 1 |
|   | a | b | c | d | e | f | g | h |   |

En els escacs, un peó passat és un peó que no té l'oposició de peons contraris que el parin de l'avanç cap a la vuitena fila, no té peons contraris davant ni a les columnes laterals d'on es troba. En el diagrama de l'esquerra, els peons de les blanques de b5, c4 i e5 són peons passats. El peó de les negres de d4 està passat. Si les negres juguen fxg4, llavors tindran també un peó passat a g4 i les blanques tindran un altre peó passat a f4. Els peons passats són un avantatge perquè com a mínima una peça contrària ha d'intervenir (sovint sacrificant-se) per evitar la seva promoció.
Un exemple destacat (i alhora inusual) del poder dels peons passats és mostrada a la posició de la dreta, la conclusió d'un estudi de Leopold Mitrofánov. Les negres, amb una dama, un alfil i un cavall, està indefens contra dos peons passats de les blanques que amenacen 10.b7# i 10.c8(D)+ Ab8 11.b7#. Si 9...Dd5, 10.c8(D)+ Ab8 11.b7+ Dxb7 12.Dxb7#; si 9...Dg6 10.c8(D)+ Ab8 11.Db7#; si 9...Da5+, 10.Rxa5 Rb7 11.bxa7 i les negres no poden parar tots dos peons.

## Peons passats protegits
Un peó passat que està protegit pels seus propis peons és anomenat un peó passat protegit. En el primer diagrama d'aquest article, els peons passats a les columnes b i e són peons passats protegits. Dos o més peons passats en columnes adjacents són anomenats peons passats connectats (veure peons connectats) i són molt forts. En els dos diagrames, els peons de les blanques b i c són peons passats connectats. Un parell de peons passats connectats a vegades se'ls anomena piconadora. Sovint és estratègicament avantatjós pel bàndol amb peons passats connectats ubicar-los a la mateixa fila i avançar-los llavors en tàndem, perquè fa difícil bloquejar-los.

## Peons passats exteriors
|   | a | b | c | d | e | f | g | h |   |
| 8 | h7 negres peó · c6 negres rei · g6 negres peó · e5 negres peó · f5 negres peó · a4 blanques peó · c4 blanques rei · f3 blanques peó · g2 blanques peó · h2 blanques peó | h7 negres peó · c6 negres rei · g6 negres peó · e5 negres peó · f5 negres peó · a4 blanques peó · c4 blanques rei · f3 blanques peó · g2 blanques peó · h2 blanques peó | h7 negres peó · c6 negres rei · g6 negres peó · e5 negres peó · f5 negres peó · a4 blanques peó · c4 blanques rei · f3 blanques peó · g2 blanques peó · h2 blanques peó | h7 negres peó · c6 negres rei · g6 negres peó · e5 negres peó · f5 negres peó · a4 blanques peó · c4 blanques rei · f3 blanques peó · g2 blanques peó · h2 blanques peó | h7 negres peó · c6 negres rei · g6 negres peó · e5 negres peó · f5 negres peó · a4 blanques peó · c4 blanques rei · f3 blanques peó · g2 blanques peó · h2 blanques peó | h7 negres peó · c6 negres rei · g6 negres peó · e5 negres peó · f5 negres peó · a4 blanques peó · c4 blanques rei · f3 blanques peó · g2 blanques peó · h2 blanques peó | h7 negres peó · c6 negres rei · g6 negres peó · e5 negres peó · f5 negres peó · a4 blanques peó · c4 blanques rei · f3 blanques peó · g2 blanques peó · h2 blanques peó | h7 negres peó · c6 negres rei · g6 negres peó · e5 negres peó · f5 negres peó · a4 blanques peó · c4 blanques rei · f3 blanques peó · g2 blanques peó · h2 blanques peó | 8 |
| 7 | h7 negres peó · c6 negres rei · g6 negres peó · e5 negres peó · f5 negres peó · a4 blanques peó · c4 blanques rei · f3 blanques peó · g2 blanques peó · h2 blanques peó | h7 negres peó · c6 negres rei · g6 negres peó · e5 negres peó · f5 negres peó · a4 blanques peó · c4 blanques rei · f3 blanques peó · g2 blanques peó · h2 blanques peó | h7 negres peó · c6 negres rei · g6 negres peó · e5 negres peó · f5 negres peó · a4 blanques peó · c4 blanques rei · f3 blanques peó · g2 blanques peó · h2 blanques peó | h7 negres peó · c6 negres rei · g6 negres peó · e5 negres peó · f5 negres peó · a4 blanques peó · c4 blanques rei · f3 blanques peó · g2 blanques peó · h2 blanques peó | h7 negres peó · c6 negres rei · g6 negres peó · e5 negres peó · f5 negres peó · a4 blanques peó · c4 blanques rei · f3 blanques peó · g2 blanques peó · h2 blanques peó | h7 negres peó · c6 negres rei · g6 negres peó · e5 negres peó · f5 negres peó · a4 blanques peó · c4 blanques rei · f3 blanques peó · g2 blanques peó · h2 blanques peó | h7 negres peó · c6 negres rei · g6 negres peó · e5 negres peó · f5 negres peó · a4 blanques peó · c4 blanques rei · f3 blanques peó · g2 blanques peó · h2 blanques peó | h7 negres peó · c6 negres rei · g6 negres peó · e5 negres peó · f5 negres peó · a4 blanques peó · c4 blanques rei · f3 blanques peó · g2 blanques peó · h2 blanques peó | 7 |
| 6 | h7 negres peó · c6 negres rei · g6 negres peó · e5 negres peó · f5 negres peó · a4 blanques peó · c4 blanques rei · f3 blanques peó · g2 blanques peó · h2 blanques peó | h7 negres peó · c6 negres rei · g6 negres peó · e5 negres peó · f5 negres peó · a4 blanques peó · c4 blanques rei · f3 blanques peó · g2 blanques peó · h2 blanques peó | h7 negres peó · c6 negres rei · g6 negres peó · e5 negres peó · f5 negres peó · a4 blanques peó · c4 blanques rei · f3 blanques peó · g2 blanques peó · h2 blanques peó | h7 negres peó · c6 negres rei · g6 negres peó · e5 negres peó · f5 negres peó · a4 blanques peó · c4 blanques rei · f3 blanques peó · g2 blanques peó · h2 blanques peó | h7 negres peó · c6 negres rei · g6 negres peó · e5 negres peó · f5 negres peó · a4 blanques peó · c4 blanques rei · f3 blanques peó · g2 blanques peó · h2 blanques peó | h7 negres peó · c6 negres rei · g6 negres peó · e5 negres peó · f5 negres peó · a4 blanques peó · c4 blanques rei · f3 blanques peó · g2 blanques peó · h2 blanques peó | h7 negres peó · c6 negres rei · g6 negres peó · e5 negres peó · f5 negres peó · a4 blanques peó · c4 blanques rei · f3 blanques peó · g2 blanques peó · h2 blanques peó | h7 negres peó · c6 negres rei · g6 negres peó · e5 negres peó · f5 negres peó · a4 blanques peó · c4 blanques rei · f3 blanques peó · g2 blanques peó · h2 blanques peó | 6 |
| 5 | h7 negres peó · c6 negres rei · g6 negres peó · e5 negres peó · f5 negres peó · a4 blanques peó · c4 blanques rei · f3 blanques peó · g2 blanques peó · h2 blanques peó | h7 negres peó · c6 negres rei · g6 negres peó · e5 negres peó · f5 negres peó · a4 blanques peó · c4 blanques rei · f3 blanques peó · g2 blanques peó · h2 blanques peó | h7 negres peó · c6 negres rei · g6 negres peó · e5 negres peó · f5 negres peó · a4 blanques peó · c4 blanques rei · f3 blanques peó · g2 blanques peó · h2 blanques peó | h7 negres peó · c6 negres rei · g6 negres peó · e5 negres peó · f5 negres peó · a4 blanques peó · c4 blanques rei · f3 blanques peó · g2 blanques peó · h2 blanques peó | h7 negres peó · c6 negres rei · g6 negres peó · e5 negres peó · f5 negres peó · a4 blanques peó · c4 blanques rei · f3 blanques peó · g2 blanques peó · h2 blanques peó | h7 negres peó · c6 negres rei · g6 negres peó · e5 negres peó · f5 negres peó · a4 blanques peó · c4 blanques rei · f3 blanques peó · g2 blanques peó · h2 blanques peó | h7 negres peó · c6 negres rei · g6 negres peó · e5 negres peó · f5 negres peó · a4 blanques peó · c4 blanques rei · f3 blanques peó · g2 blanques peó · h2 blanques peó | h7 negres peó · c6 negres rei · g6 negres peó · e5 negres peó · f5 negres peó · a4 blanques peó · c4 blanques rei · f3 blanques peó · g2 blanques peó · h2 blanques peó | 5 |
| 4 | h7 negres peó · c6 negres rei · g6 negres peó · e5 negres peó · f5 negres peó · a4 blanques peó · c4 blanques rei · f3 blanques peó · g2 blanques peó · h2 blanques peó | h7 negres peó · c6 negres rei · g6 negres peó · e5 negres peó · f5 negres peó · a4 blanques peó · c4 blanques rei · f3 blanques peó · g2 blanques peó · h2 blanques peó | h7 negres peó · c6 negres rei · g6 negres peó · e5 negres peó · f5 negres peó · a4 blanques peó · c4 blanques rei · f3 blanques peó · g2 blanques peó · h2 blanques peó | h7 negres peó · c6 negres rei · g6 negres peó · e5 negres peó · f5 negres peó · a4 blanques peó · c4 blanques rei · f3 blanques peó · g2 blanques peó · h2 blanques peó | h7 negres peó · c6 negres rei · g6 negres peó · e5 negres peó · f5 negres peó · a4 blanques peó · c4 blanques rei · f3 blanques peó · g2 blanques peó · h2 blanques peó | h7 negres peó · c6 negres rei · g6 negres peó · e5 negres peó · f5 negres peó · a4 blanques peó · c4 blanques rei · f3 blanques peó · g2 blanques peó · h2 blanques peó | h7 negres peó · c6 negres rei · g6 negres peó · e5 negres peó · f5 negres peó · a4 blanques peó · c4 blanques rei · f3 blanques peó · g2 blanques peó · h2 blanques peó | h7 negres peó · c6 negres rei · g6 negres peó · e5 negres peó · f5 negres peó · a4 blanques peó · c4 blanques rei · f3 blanques peó · g2 blanques peó · h2 blanques peó | 4 |
| 3 | h7 negres peó · c6 negres rei · g6 negres peó · e5 negres peó · f5 negres peó · a4 blanques peó · c4 blanques rei · f3 blanques peó · g2 blanques peó · h2 blanques peó | h7 negres peó · c6 negres rei · g6 negres peó · e5 negres peó · f5 negres peó · a4 blanques peó · c4 blanques rei · f3 blanques peó · g2 blanques peó · h2 blanques peó | h7 negres peó · c6 negres rei · g6 negres peó · e5 negres peó · f5 negres peó · a4 blanques peó · c4 blanques rei · f3 blanques peó · g2 blanques peó · h2 blanques peó | h7 negres peó · c6 negres rei · g6 negres peó · e5 negres peó · f5 negres peó · a4 blanques peó · c4 blanques rei · f3 blanques peó · g2 blanques peó · h2 blanques peó | h7 negres peó · c6 negres rei · g6 negres peó · e5 negres peó · f5 negres peó · a4 blanques peó · c4 blanques rei · f3 blanques peó · g2 blanques peó · h2 blanques peó | h7 negres peó · c6 negres rei · g6 negres peó · e5 negres peó · f5 negres peó · a4 blanques peó · c4 blanques rei · f3 blanques peó · g2 blanques peó · h2 blanques peó | h7 negres peó · c6 negres rei · g6 negres peó · e5 negres peó · f5 negres peó · a4 blanques peó · c4 blanques rei · f3 blanques peó · g2 blanques peó · h2 blanques peó | h7 negres peó · c6 negres rei · g6 negres peó · e5 negres peó · f5 negres peó · a4 blanques peó · c4 blanques rei · f3 blanques peó · g2 blanques peó · h2 blanques peó | 3 |
| 2 | h7 negres peó · c6 negres rei · g6 negres peó · e5 negres peó · f5 negres peó · a4 blanques peó · c4 blanques rei · f3 blanques peó · g2 blanques peó · h2 blanques peó | h7 negres peó · c6 negres rei · g6 negres peó · e5 negres peó · f5 negres peó · a4 blanques peó · c4 blanques rei · f3 blanques peó · g2 blanques peó · h2 blanques peó | h7 negres peó · c6 negres rei · g6 negres peó · e5 negres peó · f5 negres peó · a4 blanques peó · c4 blanques rei · f3 blanques peó · g2 blanques peó · h2 blanques peó | h7 negres peó · c6 negres rei · g6 negres peó · e5 negres peó · f5 negres peó · a4 blanques peó · c4 blanques rei · f3 blanques peó · g2 blanques peó · h2 blanques peó | h7 negres peó · c6 negres rei · g6 negres peó · e5 negres peó · f5 negres peó · a4 blanques peó · c4 blanques rei · f3 blanques peó · g2 blanques peó · h2 blanques peó | h7 negres peó · c6 negres rei · g6 negres peó · e5 negres peó · f5 negres peó · a4 blanques peó · c4 blanques rei · f3 blanques peó · g2 blanques peó · h2 blanques peó | h7 negres peó · c6 negres rei · g6 negres peó · e5 negres peó · f5 negres peó · a4 blanques peó · c4 blanques rei · f3 blanques peó · g2 blanques peó · h2 blanques peó | h7 negres peó · c6 negres rei · g6 negres peó · e5 negres peó · f5 negres peó · a4 blanques peó · c4 blanques rei · f3 blanques peó · g2 blanques peó · h2 blanques peó | 2 |
| 1 | h7 negres peó · c6 negres rei · g6 negres peó · e5 negres peó · f5 negres peó · a4 blanques peó · c4 blanques rei · f3 blanques peó · g2 blanques peó · h2 blanques peó | h7 negres peó · c6 negres rei · g6 negres peó · e5 negres peó · f5 negres peó · a4 blanques peó · c4 blanques rei · f3 blanques peó · g2 blanques peó · h2 blanques peó | h7 negres peó · c6 negres rei · g6 negres peó · e5 negres peó · f5 negres peó · a4 blanques peó · c4 blanques rei · f3 blanques peó · g2 blanques peó · h2 blanques peó | h7 negres peó · c6 negres rei · g6 negres peó · e5 negres peó · f5 negres peó · a4 blanques peó · c4 blanques rei · f3 blanques peó · g2 blanques peó · h2 blanques peó | h7 negres peó · c6 negres rei · g6 negres peó · e5 negres peó · f5 negres peó · a4 blanques peó · c4 blanques rei · f3 blanques peó · g2 blanques peó · h2 blanques peó | h7 negres peó · c6 negres rei · g6 negres peó · e5 negres peó · f5 negres peó · a4 blanques peó · c4 blanques rei · f3 blanques peó · g2 blanques peó · h2 blanques peó | h7 negres peó · c6 negres rei · g6 negres peó · e5 negres peó · f5 negres peó · a4 blanques peó · c4 blanques rei · f3 blanques peó · g2 blanques peó · h2 blanques peó | h7 negres peó · c6 negres rei · g6 negres peó · e5 negres peó · f5 negres peó · a4 blanques peó · c4 blanques rei · f3 blanques peó · g2 blanques peó · h2 blanques peó | 1 |
|   | a | b | c | d | e | f | g | h |   |

Un peó passat exterior és un peó passat que està als laterals de l'escaquer o a prop d'aquests i està separat per diverses columnes de la resta dels peons, per exemple el peó a la columna a del diagrama de l'esquerra. Un peó així sovint constitueix una forta avantatge per la posseeixi. A la posició del diagrama, fins i tot malgrat que hi hagi igualtat de material, els peons passats exteriors de les blanques desviaran al rei de les negres del centre, deixant el rei de les blanques lliure per "netejar" els peons de les negres i guanyar la partida. Les blanques guanya amb 1.a5 g5 2.a6 h5 3.a7 Rb7 4.Rd5 e4 3.fxe4 fxe4 5.Rxe4 i el rei guanyarà els peons restants de les negres.

## Peons passats en els finals
|   | a | b | c | d | e | f | g | h |   |
| 8 | f7 negres peó · g7 negres peó · h7 negres peó · f5 blanques peó · g5 blanques peó · h5 blanques peó · g3 negres rei | f7 negres peó · g7 negres peó · h7 negres peó · f5 blanques peó · g5 blanques peó · h5 blanques peó · g3 negres rei | f7 negres peó · g7 negres peó · h7 negres peó · f5 blanques peó · g5 blanques peó · h5 blanques peó · g3 negres rei | f7 negres peó · g7 negres peó · h7 negres peó · f5 blanques peó · g5 blanques peó · h5 blanques peó · g3 negres rei | f7 negres peó · g7 negres peó · h7 negres peó · f5 blanques peó · g5 blanques peó · h5 blanques peó · g3 negres rei | f7 negres peó · g7 negres peó · h7 negres peó · f5 blanques peó · g5 blanques peó · h5 blanques peó · g3 negres rei | f7 negres peó · g7 negres peó · h7 negres peó · f5 blanques peó · g5 blanques peó · h5 blanques peó · g3 negres rei | f7 negres peó · g7 negres peó · h7 negres peó · f5 blanques peó · g5 blanques peó · h5 blanques peó · g3 negres rei | 8 |
| 7 | f7 negres peó · g7 negres peó · h7 negres peó · f5 blanques peó · g5 blanques peó · h5 blanques peó · g3 negres rei | f7 negres peó · g7 negres peó · h7 negres peó · f5 blanques peó · g5 blanques peó · h5 blanques peó · g3 negres rei | f7 negres peó · g7 negres peó · h7 negres peó · f5 blanques peó · g5 blanques peó · h5 blanques peó · g3 negres rei | f7 negres peó · g7 negres peó · h7 negres peó · f5 blanques peó · g5 blanques peó · h5 blanques peó · g3 negres rei | f7 negres peó · g7 negres peó · h7 negres peó · f5 blanques peó · g5 blanques peó · h5 blanques peó · g3 negres rei | f7 negres peó · g7 negres peó · h7 negres peó · f5 blanques peó · g5 blanques peó · h5 blanques peó · g3 negres rei | f7 negres peó · g7 negres peó · h7 negres peó · f5 blanques peó · g5 blanques peó · h5 blanques peó · g3 negres rei | f7 negres peó · g7 negres peó · h7 negres peó · f5 blanques peó · g5 blanques peó · h5 blanques peó · g3 negres rei | 7 |
| 6 | f7 negres peó · g7 negres peó · h7 negres peó · f5 blanques peó · g5 blanques peó · h5 blanques peó · g3 negres rei | f7 negres peó · g7 negres peó · h7 negres peó · f5 blanques peó · g5 blanques peó · h5 blanques peó · g3 negres rei | f7 negres peó · g7 negres peó · h7 negres peó · f5 blanques peó · g5 blanques peó · h5 blanques peó · g3 negres rei | f7 negres peó · g7 negres peó · h7 negres peó · f5 blanques peó · g5 blanques peó · h5 blanques peó · g3 negres rei | f7 negres peó · g7 negres peó · h7 negres peó · f5 blanques peó · g5 blanques peó · h5 blanques peó · g3 negres rei | f7 negres peó · g7 negres peó · h7 negres peó · f5 blanques peó · g5 blanques peó · h5 blanques peó · g3 negres rei | f7 negres peó · g7 negres peó · h7 negres peó · f5 blanques peó · g5 blanques peó · h5 blanques peó · g3 negres rei | f7 negres peó · g7 negres peó · h7 negres peó · f5 blanques peó · g5 blanques peó · h5 blanques peó · g3 negres rei | 6 |
| 5 | f7 negres peó · g7 negres peó · h7 negres peó · f5 blanques peó · g5 blanques peó · h5 blanques peó · g3 negres rei | f7 negres peó · g7 negres peó · h7 negres peó · f5 blanques peó · g5 blanques peó · h5 blanques peó · g3 negres rei | f7 negres peó · g7 negres peó · h7 negres peó · f5 blanques peó · g5 blanques peó · h5 blanques peó · g3 negres rei | f7 negres peó · g7 negres peó · h7 negres peó · f5 blanques peó · g5 blanques peó · h5 blanques peó · g3 negres rei | f7 negres peó · g7 negres peó · h7 negres peó · f5 blanques peó · g5 blanques peó · h5 blanques peó · g3 negres rei | f7 negres peó · g7 negres peó · h7 negres peó · f5 blanques peó · g5 blanques peó · h5 blanques peó · g3 negres rei | f7 negres peó · g7 negres peó · h7 negres peó · f5 blanques peó · g5 blanques peó · h5 blanques peó · g3 negres rei | f7 negres peó · g7 negres peó · h7 negres peó · f5 blanques peó · g5 blanques peó · h5 blanques peó · g3 negres rei | 5 |
| 4 | f7 negres peó · g7 negres peó · h7 negres peó · f5 blanques peó · g5 blanques peó · h5 blanques peó · g3 negres rei | f7 negres peó · g7 negres peó · h7 negres peó · f5 blanques peó · g5 blanques peó · h5 blanques peó · g3 negres rei | f7 negres peó · g7 negres peó · h7 negres peó · f5 blanques peó · g5 blanques peó · h5 blanques peó · g3 negres rei | f7 negres peó · g7 negres peó · h7 negres peó · f5 blanques peó · g5 blanques peó · h5 blanques peó · g3 negres rei | f7 negres peó · g7 negres peó · h7 negres peó · f5 blanques peó · g5 blanques peó · h5 blanques peó · g3 negres rei | f7 negres peó · g7 negres peó · h7 negres peó · f5 blanques peó · g5 blanques peó · h5 blanques peó · g3 negres rei | f7 negres peó · g7 negres peó · h7 negres peó · f5 blanques peó · g5 blanques peó · h5 blanques peó · g3 negres rei | f7 negres peó · g7 negres peó · h7 negres peó · f5 blanques peó · g5 blanques peó · h5 blanques peó · g3 negres rei | 4 |
| 3 | f7 negres peó · g7 negres peó · h7 negres peó · f5 blanques peó · g5 blanques peó · h5 blanques peó · g3 negres rei | f7 negres peó · g7 negres peó · h7 negres peó · f5 blanques peó · g5 blanques peó · h5 blanques peó · g3 negres rei | f7 negres peó · g7 negres peó · h7 negres peó · f5 blanques peó · g5 blanques peó · h5 blanques peó · g3 negres rei | f7 negres peó · g7 negres peó · h7 negres peó · f5 blanques peó · g5 blanques peó · h5 blanques peó · g3 negres rei | f7 negres peó · g7 negres peó · h7 negres peó · f5 blanques peó · g5 blanques peó · h5 blanques peó · g3 negres rei | f7 negres peó · g7 negres peó · h7 negres peó · f5 blanques peó · g5 blanques peó · h5 blanques peó · g3 negres rei | f7 negres peó · g7 negres peó · h7 negres peó · f5 blanques peó · g5 blanques peó · h5 blanques peó · g3 negres rei | f7 negres peó · g7 negres peó · h7 negres peó · f5 blanques peó · g5 blanques peó · h5 blanques peó · g3 negres rei | 3 |
| 2 | f7 negres peó · g7 negres peó · h7 negres peó · f5 blanques peó · g5 blanques peó · h5 blanques peó · g3 negres rei | f7 negres peó · g7 negres peó · h7 negres peó · f5 blanques peó · g5 blanques peó · h5 blanques peó · g3 negres rei | f7 negres peó · g7 negres peó · h7 negres peó · f5 blanques peó · g5 blanques peó · h5 blanques peó · g3 negres rei | f7 negres peó · g7 negres peó · h7 negres peó · f5 blanques peó · g5 blanques peó · h5 blanques peó · g3 negres rei | f7 negres peó · g7 negres peó · h7 negres peó · f5 blanques peó · g5 blanques peó · h5 blanques peó · g3 negres rei | f7 negres peó · g7 negres peó · h7 negres peó · f5 blanques peó · g5 blanques peó · h5 blanques peó · g3 negres rei | f7 negres peó · g7 negres peó · h7 negres peó · f5 blanques peó · g5 blanques peó · h5 blanques peó · g3 negres rei | f7 negres peó · g7 negres peó · h7 negres peó · f5 blanques peó · g5 blanques peó · h5 blanques peó · g3 negres rei | 2 |
| 1 | f7 negres peó · g7 negres peó · h7 negres peó · f5 blanques peó · g5 blanques peó · h5 blanques peó · g3 negres rei | f7 negres peó · g7 negres peó · h7 negres peó · f5 blanques peó · g5 blanques peó · h5 blanques peó · g3 negres rei | f7 negres peó · g7 negres peó · h7 negres peó · f5 blanques peó · g5 blanques peó · h5 blanques peó · g3 negres rei | f7 negres peó · g7 negres peó · h7 negres peó · f5 blanques peó · g5 blanques peó · h5 blanques peó · g3 negres rei | f7 negres peó · g7 negres peó · h7 negres peó · f5 blanques peó · g5 blanques peó · h5 blanques peó · g3 negres rei | f7 negres peó · g7 negres peó · h7 negres peó · f5 blanques peó · g5 blanques peó · h5 blanques peó · g3 negres rei | f7 negres peó · g7 negres peó · h7 negres peó · f5 blanques peó · g5 blanques peó · h5 blanques peó · g3 negres rei | f7 negres peó · g7 negres peó · h7 negres peó · f5 blanques peó · g5 blanques peó · h5 blanques peó · g3 negres rei | 1 |
|   | a | b | c | d | e | f | g | h |   |

|   | a | b | c | d | e | f | g | h |   |
| 8 | b6 blanques peó · c6 blanques peó · f6 blanques peó · g6 negres alfil · h6 blanques peó · d5 negres torre · b3 blanques dama · h3 negres peó · a2 negres peó · g2 blanques cavall · a1 negres rei · e1 blanques rei | b6 blanques peó · c6 blanques peó · f6 blanques peó · g6 negres alfil · h6 blanques peó · d5 negres torre · b3 blanques dama · h3 negres peó · a2 negres peó · g2 blanques cavall · a1 negres rei · e1 blanques rei | b6 blanques peó · c6 blanques peó · f6 blanques peó · g6 negres alfil · h6 blanques peó · d5 negres torre · b3 blanques dama · h3 negres peó · a2 negres peó · g2 blanques cavall · a1 negres rei · e1 blanques rei | b6 blanques peó · c6 blanques peó · f6 blanques peó · g6 negres alfil · h6 blanques peó · d5 negres torre · b3 blanques dama · h3 negres peó · a2 negres peó · g2 blanques cavall · a1 negres rei · e1 blanques rei | b6 blanques peó · c6 blanques peó · f6 blanques peó · g6 negres alfil · h6 blanques peó · d5 negres torre · b3 blanques dama · h3 negres peó · a2 negres peó · g2 blanques cavall · a1 negres rei · e1 blanques rei | b6 blanques peó · c6 blanques peó · f6 blanques peó · g6 negres alfil · h6 blanques peó · d5 negres torre · b3 blanques dama · h3 negres peó · a2 negres peó · g2 blanques cavall · a1 negres rei · e1 blanques rei | b6 blanques peó · c6 blanques peó · f6 blanques peó · g6 negres alfil · h6 blanques peó · d5 negres torre · b3 blanques dama · h3 negres peó · a2 negres peó · g2 blanques cavall · a1 negres rei · e1 blanques rei | b6 blanques peó · c6 blanques peó · f6 blanques peó · g6 negres alfil · h6 blanques peó · d5 negres torre · b3 blanques dama · h3 negres peó · a2 negres peó · g2 blanques cavall · a1 negres rei · e1 blanques rei | 8 |
| 7 | b6 blanques peó · c6 blanques peó · f6 blanques peó · g6 negres alfil · h6 blanques peó · d5 negres torre · b3 blanques dama · h3 negres peó · a2 negres peó · g2 blanques cavall · a1 negres rei · e1 blanques rei | b6 blanques peó · c6 blanques peó · f6 blanques peó · g6 negres alfil · h6 blanques peó · d5 negres torre · b3 blanques dama · h3 negres peó · a2 negres peó · g2 blanques cavall · a1 negres rei · e1 blanques rei | b6 blanques peó · c6 blanques peó · f6 blanques peó · g6 negres alfil · h6 blanques peó · d5 negres torre · b3 blanques dama · h3 negres peó · a2 negres peó · g2 blanques cavall · a1 negres rei · e1 blanques rei | b6 blanques peó · c6 blanques peó · f6 blanques peó · g6 negres alfil · h6 blanques peó · d5 negres torre · b3 blanques dama · h3 negres peó · a2 negres peó · g2 blanques cavall · a1 negres rei · e1 blanques rei | b6 blanques peó · c6 blanques peó · f6 blanques peó · g6 negres alfil · h6 blanques peó · d5 negres torre · b3 blanques dama · h3 negres peó · a2 negres peó · g2 blanques cavall · a1 negres rei · e1 blanques rei | b6 blanques peó · c6 blanques peó · f6 blanques peó · g6 negres alfil · h6 blanques peó · d5 negres torre · b3 blanques dama · h3 negres peó · a2 negres peó · g2 blanques cavall · a1 negres rei · e1 blanques rei | b6 blanques peó · c6 blanques peó · f6 blanques peó · g6 negres alfil · h6 blanques peó · d5 negres torre · b3 blanques dama · h3 negres peó · a2 negres peó · g2 blanques cavall · a1 negres rei · e1 blanques rei | b6 blanques peó · c6 blanques peó · f6 blanques peó · g6 negres alfil · h6 blanques peó · d5 negres torre · b3 blanques dama · h3 negres peó · a2 negres peó · g2 blanques cavall · a1 negres rei · e1 blanques rei | 7 |
| 6 | b6 blanques peó · c6 blanques peó · f6 blanques peó · g6 negres alfil · h6 blanques peó · d5 negres torre · b3 blanques dama · h3 negres peó · a2 negres peó · g2 blanques cavall · a1 negres rei · e1 blanques rei | b6 blanques peó · c6 blanques peó · f6 blanques peó · g6 negres alfil · h6 blanques peó · d5 negres torre · b3 blanques dama · h3 negres peó · a2 negres peó · g2 blanques cavall · a1 negres rei · e1 blanques rei | b6 blanques peó · c6 blanques peó · f6 blanques peó · g6 negres alfil · h6 blanques peó · d5 negres torre · b3 blanques dama · h3 negres peó · a2 negres peó · g2 blanques cavall · a1 negres rei · e1 blanques rei | b6 blanques peó · c6 blanques peó · f6 blanques peó · g6 negres alfil · h6 blanques peó · d5 negres torre · b3 blanques dama · h3 negres peó · a2 negres peó · g2 blanques cavall · a1 negres rei · e1 blanques rei | b6 blanques peó · c6 blanques peó · f6 blanques peó · g6 negres alfil · h6 blanques peó · d5 negres torre · b3 blanques dama · h3 negres peó · a2 negres peó · g2 blanques cavall · a1 negres rei · e1 blanques rei | b6 blanques peó · c6 blanques peó · f6 blanques peó · g6 negres alfil · h6 blanques peó · d5 negres torre · b3 blanques dama · h3 negres peó · a2 negres peó · g2 blanques cavall · a1 negres rei · e1 blanques rei | b6 blanques peó · c6 blanques peó · f6 blanques peó · g6 negres alfil · h6 blanques peó · d5 negres torre · b3 blanques dama · h3 negres peó · a2 negres peó · g2 blanques cavall · a1 negres rei · e1 blanques rei | b6 blanques peó · c6 blanques peó · f6 blanques peó · g6 negres alfil · h6 blanques peó · d5 negres torre · b3 blanques dama · h3 negres peó · a2 negres peó · g2 blanques cavall · a1 negres rei · e1 blanques rei | 6 |
| 5 | b6 blanques peó · c6 blanques peó · f6 blanques peó · g6 negres alfil · h6 blanques peó · d5 negres torre · b3 blanques dama · h3 negres peó · a2 negres peó · g2 blanques cavall · a1 negres rei · e1 blanques rei | b6 blanques peó · c6 blanques peó · f6 blanques peó · g6 negres alfil · h6 blanques peó · d5 negres torre · b3 blanques dama · h3 negres peó · a2 negres peó · g2 blanques cavall · a1 negres rei · e1 blanques rei | b6 blanques peó · c6 blanques peó · f6 blanques peó · g6 negres alfil · h6 blanques peó · d5 negres torre · b3 blanques dama · h3 negres peó · a2 negres peó · g2 blanques cavall · a1 negres rei · e1 blanques rei | b6 blanques peó · c6 blanques peó · f6 blanques peó · g6 negres alfil · h6 blanques peó · d5 negres torre · b3 blanques dama · h3 negres peó · a2 negres peó · g2 blanques cavall · a1 negres rei · e1 blanques rei | b6 blanques peó · c6 blanques peó · f6 blanques peó · g6 negres alfil · h6 blanques peó · d5 negres torre · b3 blanques dama · h3 negres peó · a2 negres peó · g2 blanques cavall · a1 negres rei · e1 blanques rei | b6 blanques peó · c6 blanques peó · f6 blanques peó · g6 negres alfil · h6 blanques peó · d5 negres torre · b3 blanques dama · h3 negres peó · a2 negres peó · g2 blanques cavall · a1 negres rei · e1 blanques rei | b6 blanques peó · c6 blanques peó · f6 blanques peó · g6 negres alfil · h6 blanques peó · d5 negres torre · b3 blanques dama · h3 negres peó · a2 negres peó · g2 blanques cavall · a1 negres rei · e1 blanques rei | b6 blanques peó · c6 blanques peó · f6 blanques peó · g6 negres alfil · h6 blanques peó · d5 negres torre · b3 blanques dama · h3 negres peó · a2 negres peó · g2 blanques cavall · a1 negres rei · e1 blanques rei | 5 |
| 4 | b6 blanques peó · c6 blanques peó · f6 blanques peó · g6 negres alfil · h6 blanques peó · d5 negres torre · b3 blanques dama · h3 negres peó · a2 negres peó · g2 blanques cavall · a1 negres rei · e1 blanques rei | b6 blanques peó · c6 blanques peó · f6 blanques peó · g6 negres alfil · h6 blanques peó · d5 negres torre · b3 blanques dama · h3 negres peó · a2 negres peó · g2 blanques cavall · a1 negres rei · e1 blanques rei | b6 blanques peó · c6 blanques peó · f6 blanques peó · g6 negres alfil · h6 blanques peó · d5 negres torre · b3 blanques dama · h3 negres peó · a2 negres peó · g2 blanques cavall · a1 negres rei · e1 blanques rei | b6 blanques peó · c6 blanques peó · f6 blanques peó · g6 negres alfil · h6 blanques peó · d5 negres torre · b3 blanques dama · h3 negres peó · a2 negres peó · g2 blanques cavall · a1 negres rei · e1 blanques rei | b6 blanques peó · c6 blanques peó · f6 blanques peó · g6 negres alfil · h6 blanques peó · d5 negres torre · b3 blanques dama · h3 negres peó · a2 negres peó · g2 blanques cavall · a1 negres rei · e1 blanques rei | b6 blanques peó · c6 blanques peó · f6 blanques peó · g6 negres alfil · h6 blanques peó · d5 negres torre · b3 blanques dama · h3 negres peó · a2 negres peó · g2 blanques cavall · a1 negres rei · e1 blanques rei | b6 blanques peó · c6 blanques peó · f6 blanques peó · g6 negres alfil · h6 blanques peó · d5 negres torre · b3 blanques dama · h3 negres peó · a2 negres peó · g2 blanques cavall · a1 negres rei · e1 blanques rei | b6 blanques peó · c6 blanques peó · f6 blanques peó · g6 negres alfil · h6 blanques peó · d5 negres torre · b3 blanques dama · h3 negres peó · a2 negres peó · g2 blanques cavall · a1 negres rei · e1 blanques rei | 4 |
| 3 | b6 blanques peó · c6 blanques peó · f6 blanques peó · g6 negres alfil · h6 blanques peó · d5 negres torre · b3 blanques dama · h3 negres peó · a2 negres peó · g2 blanques cavall · a1 negres rei · e1 blanques rei | b6 blanques peó · c6 blanques peó · f6 blanques peó · g6 negres alfil · h6 blanques peó · d5 negres torre · b3 blanques dama · h3 negres peó · a2 negres peó · g2 blanques cavall · a1 negres rei · e1 blanques rei | b6 blanques peó · c6 blanques peó · f6 blanques peó · g6 negres alfil · h6 blanques peó · d5 negres torre · b3 blanques dama · h3 negres peó · a2 negres peó · g2 blanques cavall · a1 negres rei · e1 blanques rei | b6 blanques peó · c6 blanques peó · f6 blanques peó · g6 negres alfil · h6 blanques peó · d5 negres torre · b3 blanques dama · h3 negres peó · a2 negres peó · g2 blanques cavall · a1 negres rei · e1 blanques rei | b6 blanques peó · c6 blanques peó · f6 blanques peó · g6 negres alfil · h6 blanques peó · d5 negres torre · b3 blanques dama · h3 negres peó · a2 negres peó · g2 blanques cavall · a1 negres rei · e1 blanques rei | b6 blanques peó · c6 blanques peó · f6 blanques peó · g6 negres alfil · h6 blanques peó · d5 negres torre · b3 blanques dama · h3 negres peó · a2 negres peó · g2 blanques cavall · a1 negres rei · e1 blanques rei | b6 blanques peó · c6 blanques peó · f6 blanques peó · g6 negres alfil · h6 blanques peó · d5 negres torre · b3 blanques dama · h3 negres peó · a2 negres peó · g2 blanques cavall · a1 negres rei · e1 blanques rei | b6 blanques peó · c6 blanques peó · f6 blanques peó · g6 negres alfil · h6 blanques peó · d5 negres torre · b3 blanques dama · h3 negres peó · a2 negres peó · g2 blanques cavall · a1 negres rei · e1 blanques rei | 3 |
| 2 | b6 blanques peó · c6 blanques peó · f6 blanques peó · g6 negres alfil · h6 blanques peó · d5 negres torre · b3 blanques dama · h3 negres peó · a2 negres peó · g2 blanques cavall · a1 negres rei · e1 blanques rei | b6 blanques peó · c6 blanques peó · f6 blanques peó · g6 negres alfil · h6 blanques peó · d5 negres torre · b3 blanques dama · h3 negres peó · a2 negres peó · g2 blanques cavall · a1 negres rei · e1 blanques rei | b6 blanques peó · c6 blanques peó · f6 blanques peó · g6 negres alfil · h6 blanques peó · d5 negres torre · b3 blanques dama · h3 negres peó · a2 negres peó · g2 blanques cavall · a1 negres rei · e1 blanques rei | b6 blanques peó · c6 blanques peó · f6 blanques peó · g6 negres alfil · h6 blanques peó · d5 negres torre · b3 blanques dama · h3 negres peó · a2 negres peó · g2 blanques cavall · a1 negres rei · e1 blanques rei | b6 blanques peó · c6 blanques peó · f6 blanques peó · g6 negres alfil · h6 blanques peó · d5 negres torre · b3 blanques dama · h3 negres peó · a2 negres peó · g2 blanques cavall · a1 negres rei · e1 blanques rei | b6 blanques peó · c6 blanques peó · f6 blanques peó · g6 negres alfil · h6 blanques peó · d5 negres torre · b3 blanques dama · h3 negres peó · a2 negres peó · g2 blanques cavall · a1 negres rei · e1 blanques rei | b6 blanques peó · c6 blanques peó · f6 blanques peó · g6 negres alfil · h6 blanques peó · d5 negres torre · b3 blanques dama · h3 negres peó · a2 negres peó · g2 blanques cavall · a1 negres rei · e1 blanques rei | b6 blanques peó · c6 blanques peó · f6 blanques peó · g6 negres alfil · h6 blanques peó · d5 negres torre · b3 blanques dama · h3 negres peó · a2 negres peó · g2 blanques cavall · a1 negres rei · e1 blanques rei | 2 |
| 1 | b6 blanques peó · c6 blanques peó · f6 blanques peó · g6 negres alfil · h6 blanques peó · d5 negres torre · b3 blanques dama · h3 negres peó · a2 negres peó · g2 blanques cavall · a1 negres rei · e1 blanques rei | b6 blanques peó · c6 blanques peó · f6 blanques peó · g6 negres alfil · h6 blanques peó · d5 negres torre · b3 blanques dama · h3 negres peó · a2 negres peó · g2 blanques cavall · a1 negres rei · e1 blanques rei | b6 blanques peó · c6 blanques peó · f6 blanques peó · g6 negres alfil · h6 blanques peó · d5 negres torre · b3 blanques dama · h3 negres peó · a2 negres peó · g2 blanques cavall · a1 negres rei · e1 blanques rei | b6 blanques peó · c6 blanques peó · f6 blanques peó · g6 negres alfil · h6 blanques peó · d5 negres torre · b3 blanques dama · h3 negres peó · a2 negres peó · g2 blanques cavall · a1 negres rei · e1 blanques rei | b6 blanques peó · c6 blanques peó · f6 blanques peó · g6 negres alfil · h6 blanques peó · d5 negres torre · b3 blanques dama · h3 negres peó · a2 negres peó · g2 blanques cavall · a1 negres rei · e1 blanques rei | b6 blanques peó · c6 blanques peó · f6 blanques peó · g6 negres alfil · h6 blanques peó · d5 negres torre · b3 blanques dama · h3 negres peó · a2 negres peó · g2 blanques cavall · a1 negres rei · e1 blanques rei | b6 blanques peó · c6 blanques peó · f6 blanques peó · g6 negres alfil · h6 blanques peó · d5 negres torre · b3 blanques dama · h3 negres peó · a2 negres peó · g2 blanques cavall · a1 negres rei · e1 blanques rei | b6 blanques peó · c6 blanques peó · f6 blanques peó · g6 negres alfil · h6 blanques peó · d5 negres torre · b3 blanques dama · h3 negres peó · a2 negres peó · g2 blanques cavall · a1 negres rei · e1 blanques rei | 1 |
|   | a | b | c | d | e | f | g | h |   |

Els peons passats són particularment importants, sovint decisius, en els finals. La posició de l'esquerra proporciona un exemple dramàtic d'això. Les blanques no tenen peons passats i semblen estar en una situació desesperada, ja que el rei de les negres aviat atacarà els seus peons amb ...Rg4. Però les blanques fent un sacrifici creen un peó passat i guanyen: 1.g6! fxg6 (o 1...hxg6 2.f6! gxf6 3.h6!) 2.h6! gxh6 3.f6! i les blanques creen un peó passat que coronarà. Si mouen les negres, han d'evitar aquesta combinació jugant 1...g6! (no 1...f6 2.h6!, ni 1...h6 2.f6!).
Com que els peons passats no tenen oposició per parar-los, l'amenaça de coronar sovint força l'oponent a utilitzar una peça per bloquejar-los o capturar-los, gastant uns temps valuosos i possiblement perdent material. De fet, un peó o peons passat/s molt avançat/s són iguals o fins i tot superiors a una peça. Al diagrama de l'esquerra es mostren quatre exemples. En el quadrant superior esquerre de l'escaquer els peons passats connectats a la sisena fila són superiors a la torre negra. Inclús encara que mogui, les negres no poden parar la coronació d'un dels peons de les blanques, en el quadrant superior dret, l'alfil de les negres no podem aguantar els dos peons de les blanques. Les blanques coronen després de 1.f7 (1.h7 també funciona) Axf7 2.h7 seguit de 3.h8(D). En el quadrant inferior esquerre, la dama de les blanques no pot parar el peó de les negres de coronar sense ofegar-lo. En el quadrant inferior dret es mostra com un maldestre cavall està en desavantatge amb un peó passat, especialment un peó de torre. El cavall de les blanques ho té realment difícil intentar parar el peó de les negres. No ho pot fer per si sol i si el rei de les blanques (que podria capturar el peó de les negres si el cavall no hi fóra) s'aproxima amb 1.Rf2 (esperant 1...hxg2? 2.Rxg2), les negres juguen 1...h2! i 2...h1(D).